# Чака Бугарски
Чака (бугарски: Чака) је био бугарски цар од 1299. до 1300. године. 

## Биографија
Чака је био син монголског кана Ногаја и његове жене Алаке. Година његовог рођења није позната. Чака се након 1285. године оженио ћерком Ђорђа I Тертера, Јеленом. Крајем 1290-тих година Чака је подржавао оца у борби против легитимног кана Златне хорде, Токте. У рату, међутим, победу односи Токта, а Ногај је страдао 1299. године. Чака је отприлике у то време истакао своје претензије над бугарским престолом. Он се наметнуо као владар у Трнову (1299) присиљавајући регента Јована II да напусти престоницу. Није сасвим јасно да ли се Чака прогласио царем Бугарске или је просто владао као један од обласних господара свог шурака Теодора Светослава. У бугарској историографији прихваћен је као цар. 
Чака се није дуго задржао на власти. Токтина армија напала је Бугарску и опсела Трново. Теодор Светослав, који је био један од главних савезника Чаке приликом његовог успона у Бугарској, организовао је заверу, свргао Ногајевог сина и бацио га у затвор 1300. године. Чака је убијен, а његова глава је послата Токти, који је прихватио власт Теодора Светослава као новог бугарског цара. Сарадња Теодора Светослава са Токтом допринела је повлачењу монголског утицаја на Бугарску. 

## Потомство
Није познато да ли је Чака са Јеленом имао деце. Имао је једног сина, рођеног највероватније у вези са неком конкубином. 
- Кара Кучук, који је предводио остатке Ногајеве хорде након 1301. године.